# Dalmierz

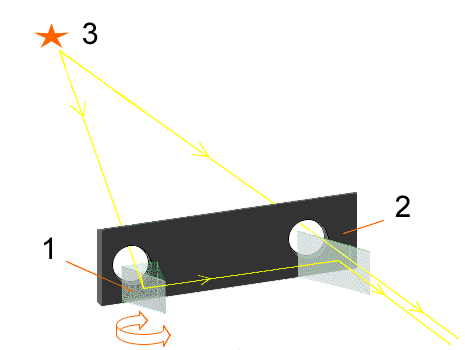
zasada działania uproszczonego dalmierza optycznego stosowanego w aparatach fotograficznych
1. ruchomy pryzmat
2. lustro
3. obiekt

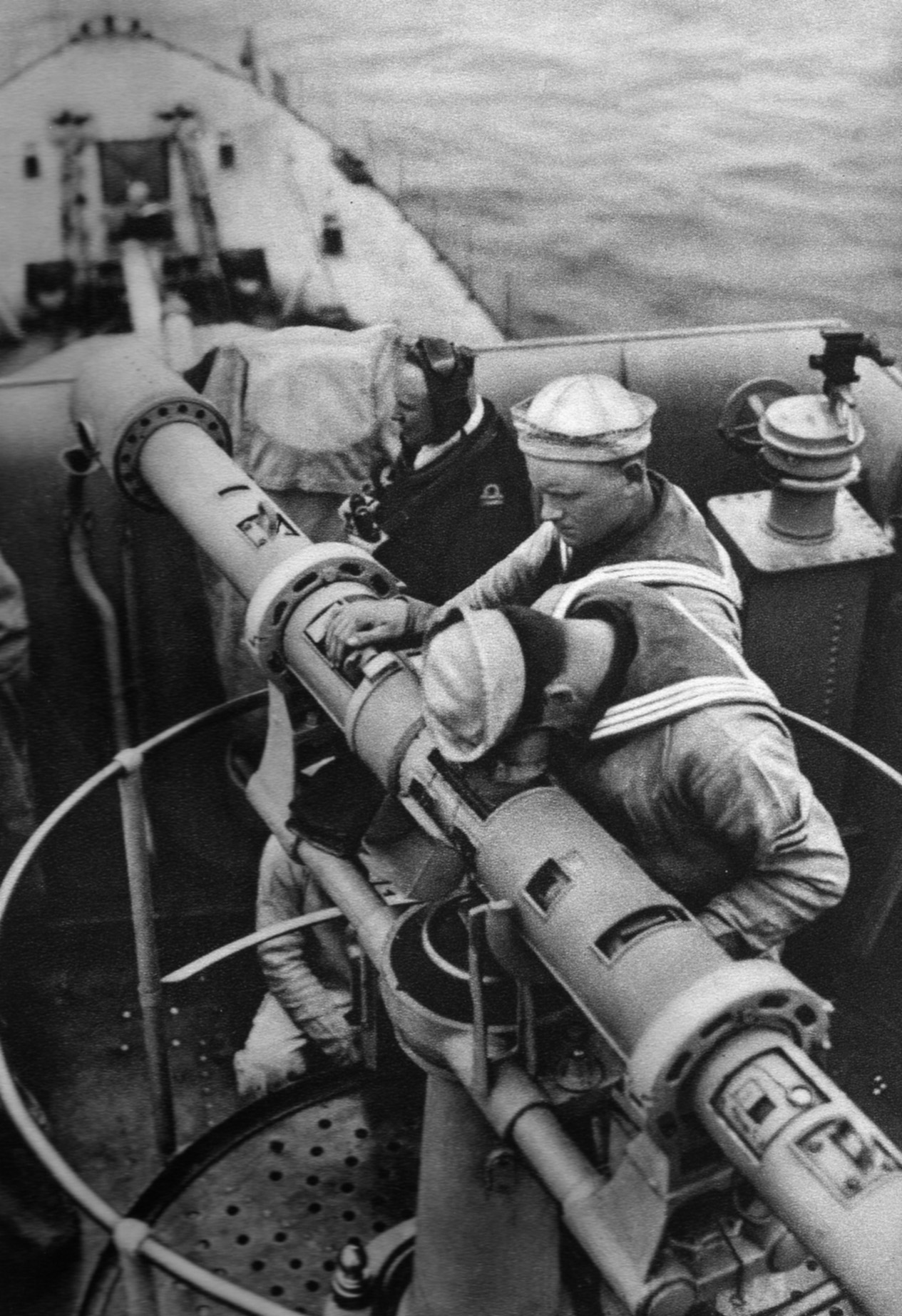
Dalmierz optyczny niszczyciela ORP Wicher

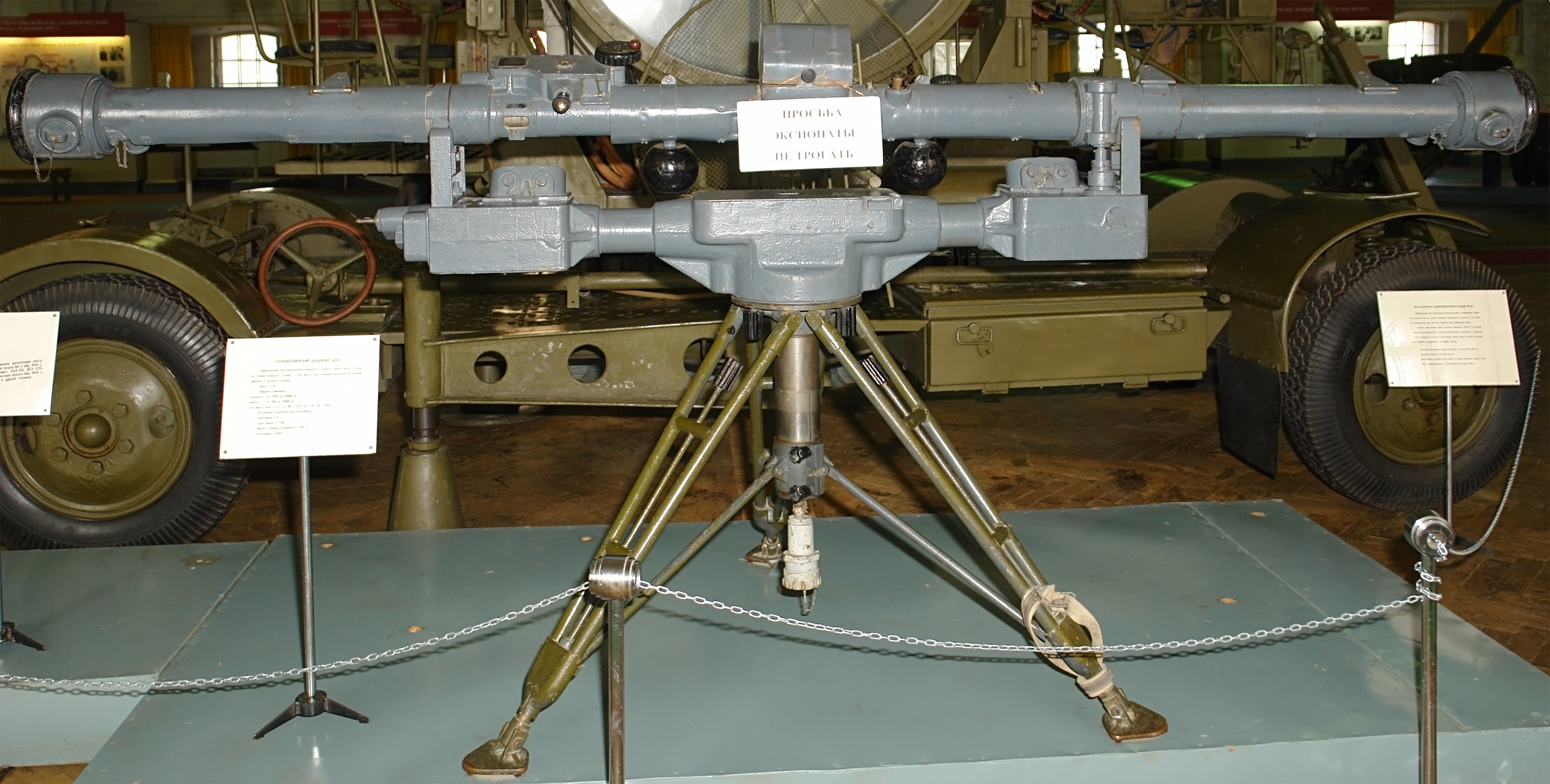
Dalmierz ДЯ-6 (translit.: DIA-6, trans.: DÂ-6) służący do wyznaczenia odległości i wysokości celu, oraz współrzędnych kątowych: azymut i elewacja dla artylerii przeciwlotniczej. Baza - 3 m. Parametry pomiaru: odległość - od 2000 do 50000 m, wysokość - od 200 do 20000 m, elewacja celu --4 - 00 (-24°) to 15-00 (90°). Parametry optyczne: powiększenie - 8x, pole widzenia - 7° 30 '. Waga - 205 kg. Produkcja ZSRR, 1945.
Muzeum artylerii, wojsk inżynieryjnych i łączności, Petersburg

Dalmierz (odległościomierz) – przyrząd służący do pomiaru odległości bez potrzeby jej przebywania.

## Dalmierze optyczne
Działanie dalmierza optycznego polega na obserwacji przedmiotu za pomocą dwu prawie równoległych obiektywów, umieszczonych na tzw. bazie i pomiarze kąta paralaksy osi optycznych obu obiektywów.
Kąt paralaksy ϕ, w przybliżeniu małych kątów (tj. gdy sin(ϕ) ≈ ϕ, gdzie ϕ wyrażone w radianach), jest odwrotnie proporcjonalny do odległości do celu. Istnieją dalmierze optyczne koincydencyjne (jednookularowe) i stereoskopowe (dwuokularowe).
Ze względu na zastosowania wyróżnia się dalmierze optyczne topograficzne i artyleryjskie (dokładniejsze). W dalmierzowych aparatach fotograficznych stosuje się uproszczone dalmierze optyczne.

## Dalmierze elektromagnetyczne
Dalmierz elektromagnetyczny – pomiar odległości przeprowadza się na podstawie pomiaru czasu, w jakim powraca sygnał radiowy wyemitowany w kierunku przedmiotu (dalmierz impulsowy), lub na podstawie różnicy faz fal elektromagnetycznych: emitowanej i rejestrowanej (dalmierz o fali ciągłej).
Dalmierze elektromagnetyczne wykorzystywane są w radiolokacji, radiogeodezji oraz radionawigacji. Istnieje wiele rozwiązań konstrukcyjnych i systemów dalmierzy, np. dalmierz świetlny, dalmierze interferencyjne: ruchomy interferometr radiowy (radiolag), sonda fazowa, dalmierze o nieruchomym obrazie interferencyjnym, dalmierze cyfrowe.
Dalmierze elektromagnetyczne dzielą się na:
- dalmierze elektrooptyczne,
- dalmierze mikrofalowe (radiowe)

W pomiarach liniowych w geodezyjnych osnowach szczegółowych mierzone są długości rzędu kilkuset metrów do kilku kilometrów, więc do tego celu wykorzystywane są dalmierze elektrooptyczne, które dzielą się na:
- fazowe,
- impulsowe (za ich pomocą można wykonywać pomiary bez użycia reflektorów zwrotnych, szczególnie w pomiarach szczegółów sytuacyjnych, charakteryzują się jednak mniejszą dokładnością).

## Dalmierze laserowe

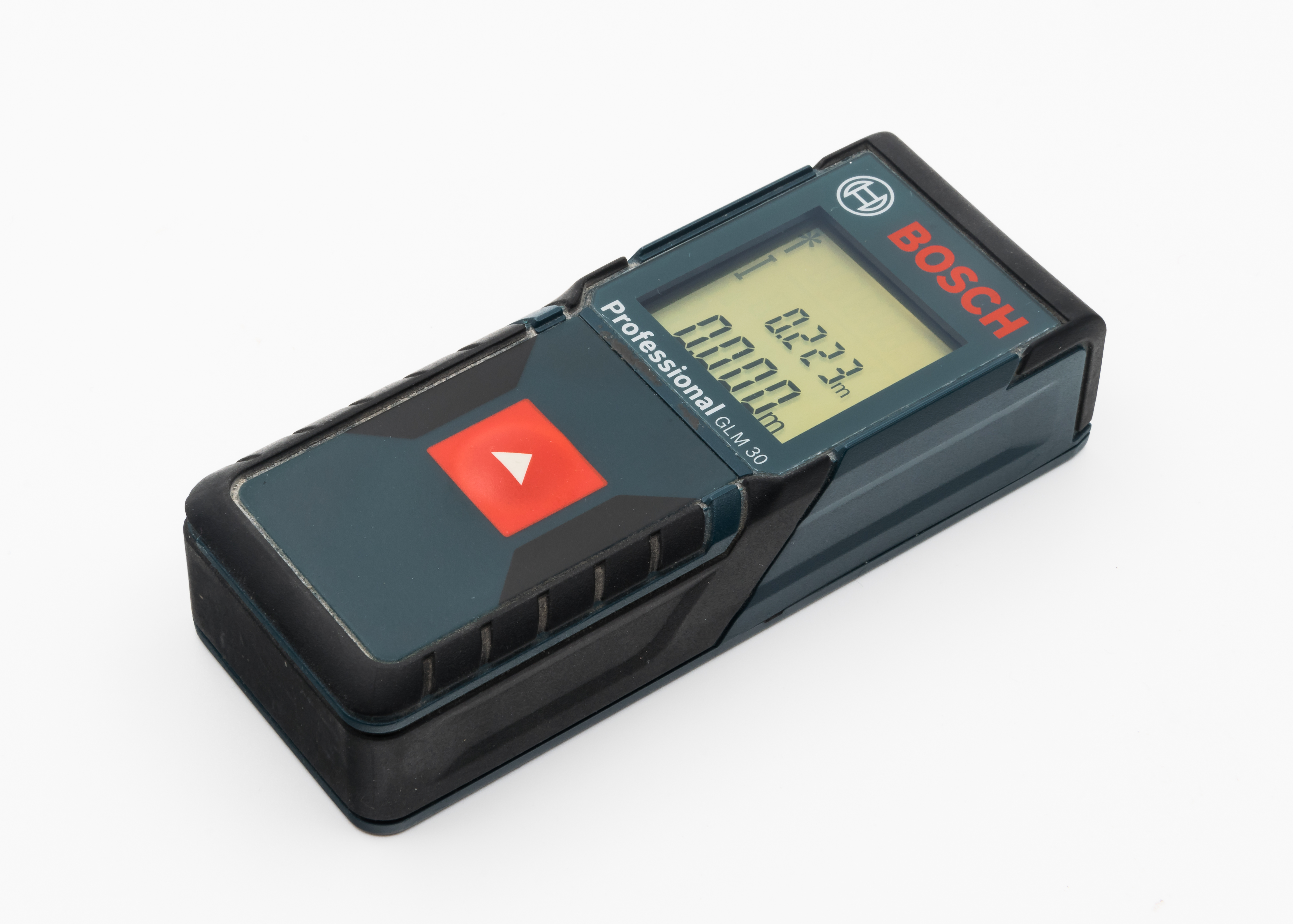
Dalmierz laserowy Bosch GLM 30

## Atestacja dalmierzy geodezyjnych
Do celów oficjalnych w Polsce przepisy wymagają aby dalmierz posiadał następujące świadectwa:
- atestacji – badania laboratoryjne i pomiary geodezyjne wykonywane nowym sprzętem na zalegalizowanej krajowej bazie długościowej. Świadectwo atestacji zawiera poprawki dla danego egzemplarza.

Atestacja obejmuje wyznaczenie:
- stałej dodawania dalmierza,
- określenie zasięgu dalmierza,
- określenie dokładności pomiaru długości dalmierzem,
- sprawdzenie i regulację częstotliwości wzorcowych,
- wyznaczenie poprawki cyklicznej fazomierza,
- sprawdzenie i rektyfikację sprzętu pomocniczego.

Przy badaniu dalmierza osiąga się dokładności 5·10-6 (0,5 mm/km).
Zalegalizowana krajowa baza długościowa znajduje się w Polsce na lotnisku Bemowo.
- komparacji - wykonywana zasadniczo raz do roku na początku sezonu. Polega na sprawdzeniu czy parametry ustalone przy atestacji nie uległy zmianie. Poza tym wykonuje się także bieżącą okresową kontrolę (co miesiąc), która obejmuje:
  - wyznaczenie stałej dodawania (szczególnie przy zakupie nowych reflektorów zwrotnych),
  - wyznaczenie współczynników błędów średnich dalmierza.